# Falun
Falun (em sueco: Falun;  PRONÚNCIA) é uma cidade do leste da província de Dalarna, na parte central da Suécia.                                              

Está situada a 15 km a nordeste de Borlänge, e é atravessada pelo rio Falu (Faluån), estando localizada entre o lago Varpan, a norte, e o lago Runn, a sul.

Uma parte da cidade, juntamente com a mina de cobre de Falun e a aldeia mineira, está classificada como Património Mundial desde 2001. 

Tem uma área de 26,17 km² e uma populacão de 39 492 habitantes (2021).

 
É a sede da comuna de Falun e a capital administrativa do condado de Dalarna.

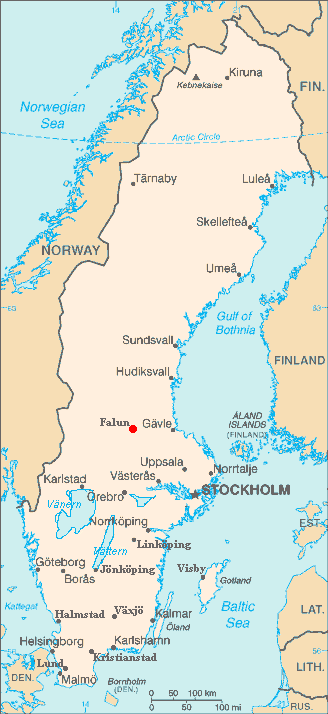
Localização de Falun

                          Os munícipios de Falun e Borlänge formam em conjunto uma área metropolitana denominada FalunBorlänge, com mais de 100 000 habitantes.

## Etimologia e uso
O nome geográfico Falun deriva do nome do rio Falu (Faluån, ”o rio amarelo pálido”).

Em textos em português costuma ser usada a forma original Falun.

| “ | Boman nasceu na Suécia na cidade de Falun em 5 de junho de 1867.                                                                                                | ” |
|   | — André Reyes Novaes e Mariana Araújo Lamego, Inscrições, Símbolos e Diálogos. Theodoro Sampaio e o estudo das sociedades indígenas no processo de colonização. |   |

## Educação
A cidade possui uma instituição de ensino superior -  a Escola Superior de Dalarna (Högskolan Dalarna, com ”campi” em Falun e Borlänge) e uma escola de formação de músicos – o Conservatório musical de Falun (Musikkonservatoriet Falun) – onde é ministrado ensino  secundário e pós-secundário de música clássica, música folk, música jazz e composição.   

Falun possuí uma rede de escolas de ensino básico e secundário, e dispõe igualmente de educação de adultos (Komvux), ensino superior popular (folkhögskola), ensino profissional (yrkesutbildning) e ensino superior.

| - Escolas superiores - Escola Superior de Dalarna (Högskolan Dalarna, com ”campi” em Falun e Borlänge) - Ensino superior popular - Escola Superior Popular de Fornby (Fornby folkhögskola ) - Escolas de música - Conservatório musical de Falun (Musikkonservatoriet Falun) |

## Património histórico, cultural e turístico
A cidade dispõe de um património turístico e cultural, onde pode ser destacado:

- Quarteirões mineiros de Falun e mina de cobre de Falun (Falu gruva), Património Mundial da UNESCO - Falun e Kopparbergslagen
- Museu da Mina (Gruvmuseum)
- Museu de Dalarna (Dalarnas museum; museu regional)

## Desporto

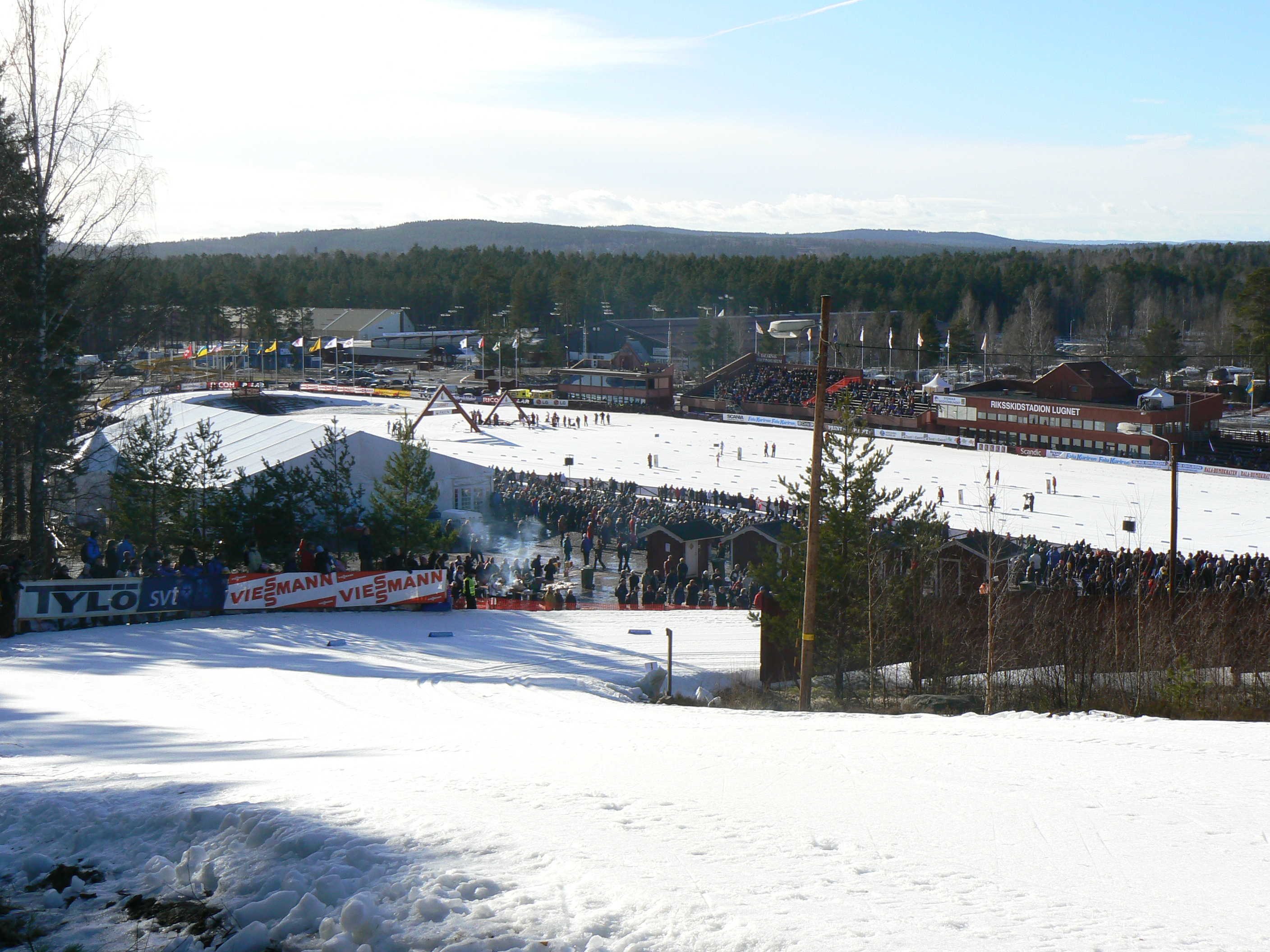
O estádio de esquis de Lugnet

Entre os desportos em destaque em Falun, estão o floorball, o softbol feminino, os esquis e a bicicleta de montanha (2023-2024).
Como clubes mais cotados da cidade, podem ser apontados o IBF Falun (floorball), o Falun Ravens (softbol feminino) e o Falun-Borlänge SK (esquis).

A Källviksbacken (pista de esquis) e Guide Arena (floorball) costumam ser indicadas entre as suas arenas desportivas mais importantes.   .
| - Clubes: - IBF Falun (floorball) - Falun Ravens (softbol feminino) - Arenas: - Källviksbacken (pista de esquis) - Guide Arena (floorball) |

## Galeria

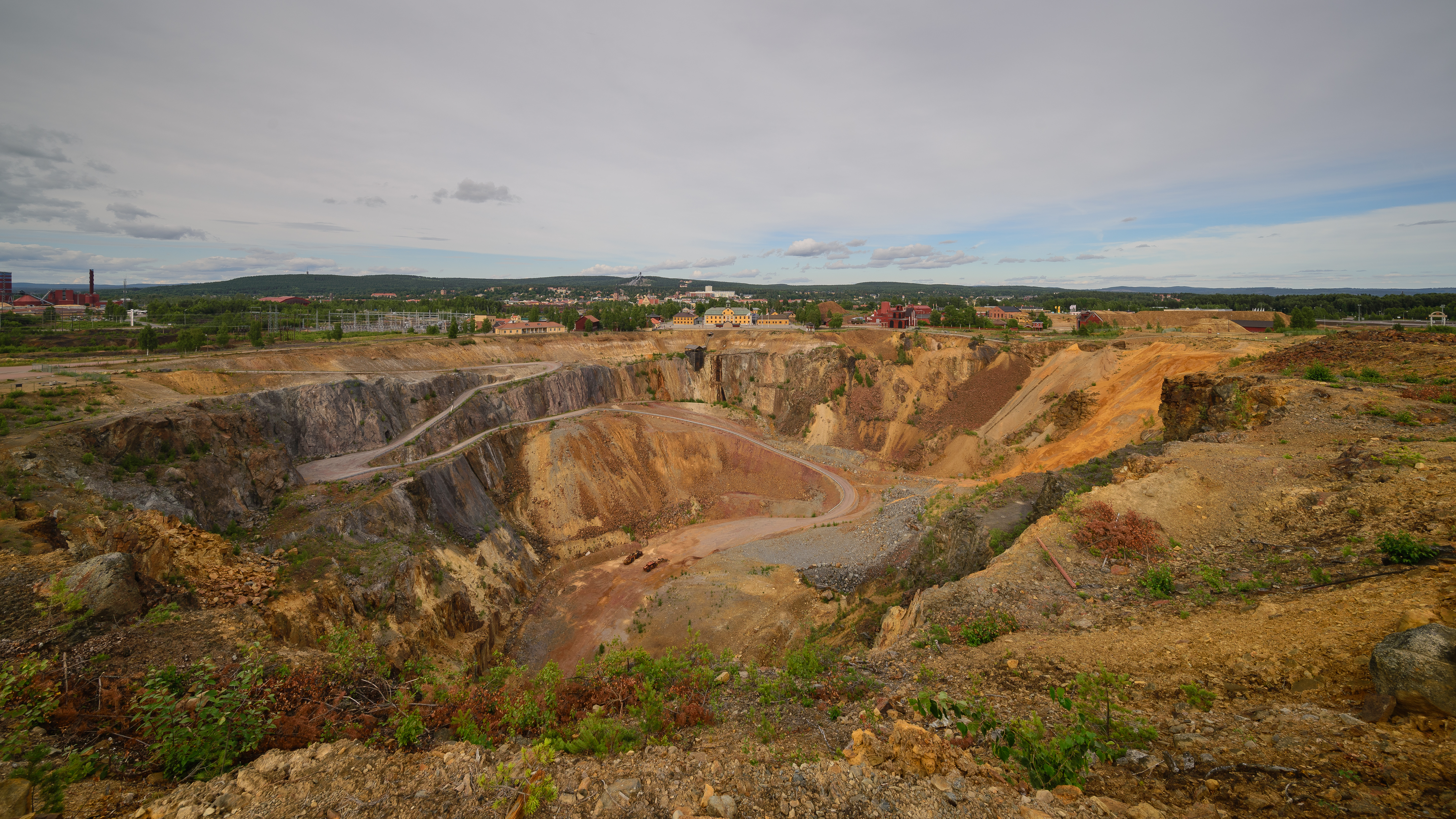
A mina de cobre de Falun
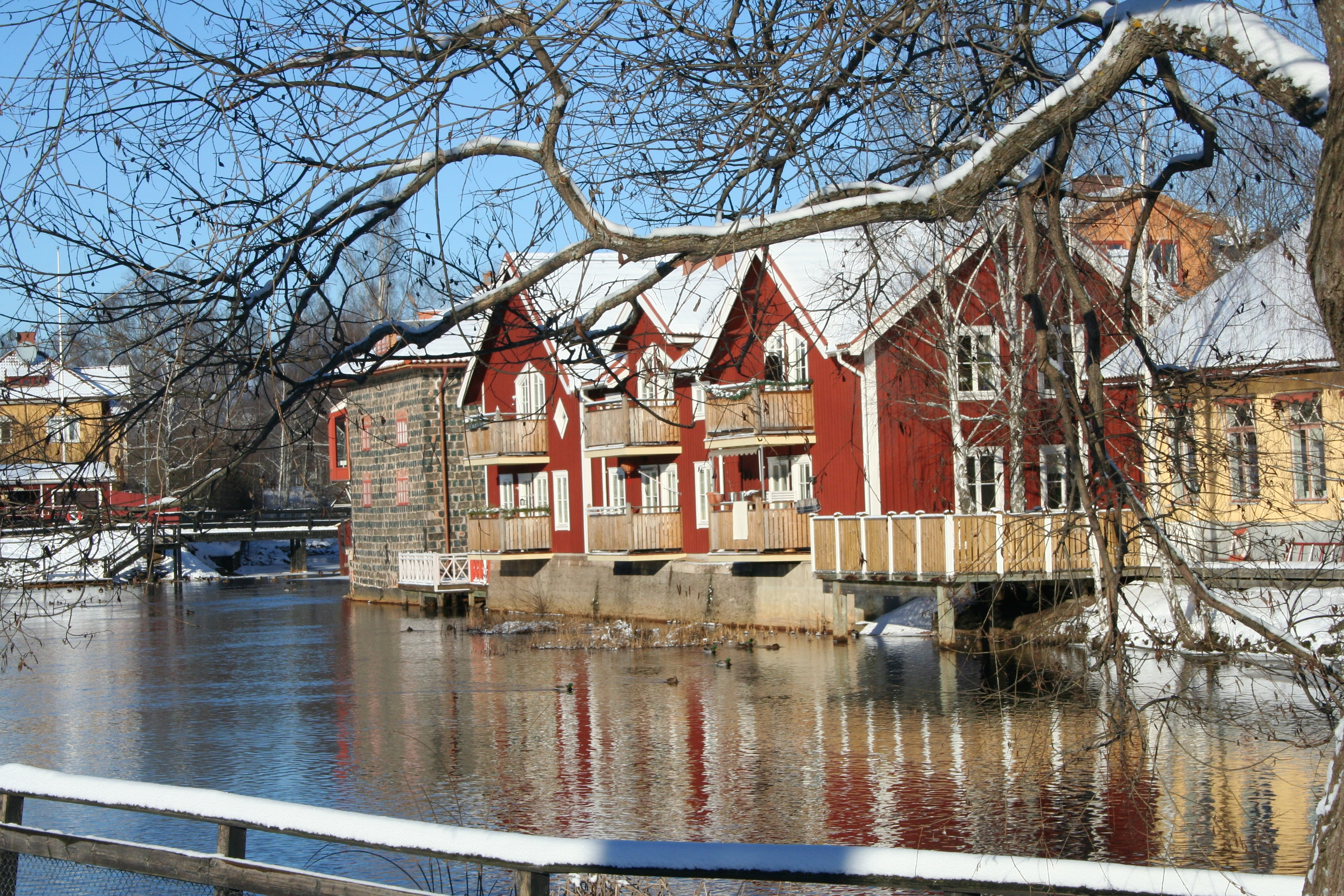
Falun e o rio Falu (Falunån)
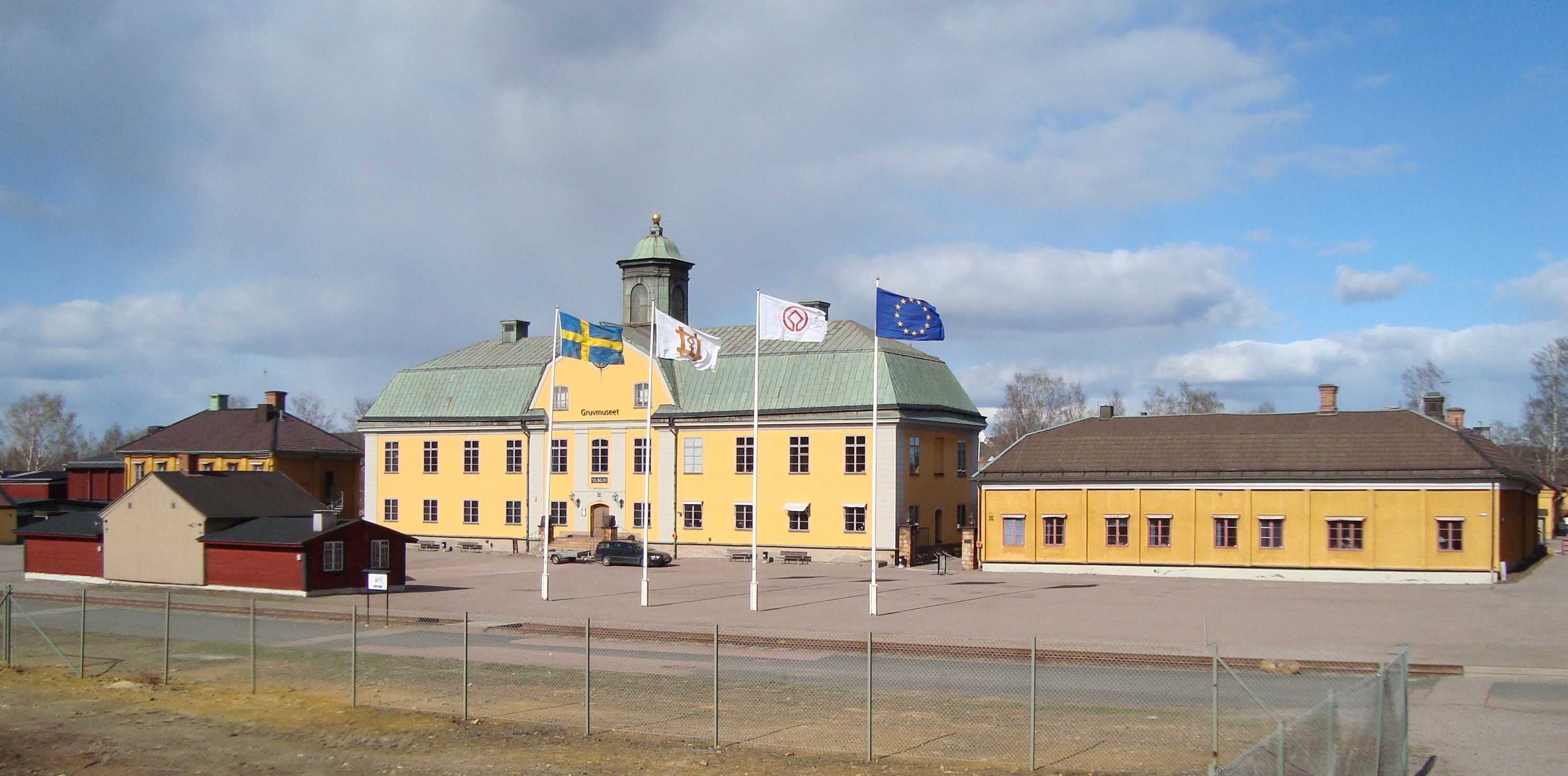
Museu da Mina
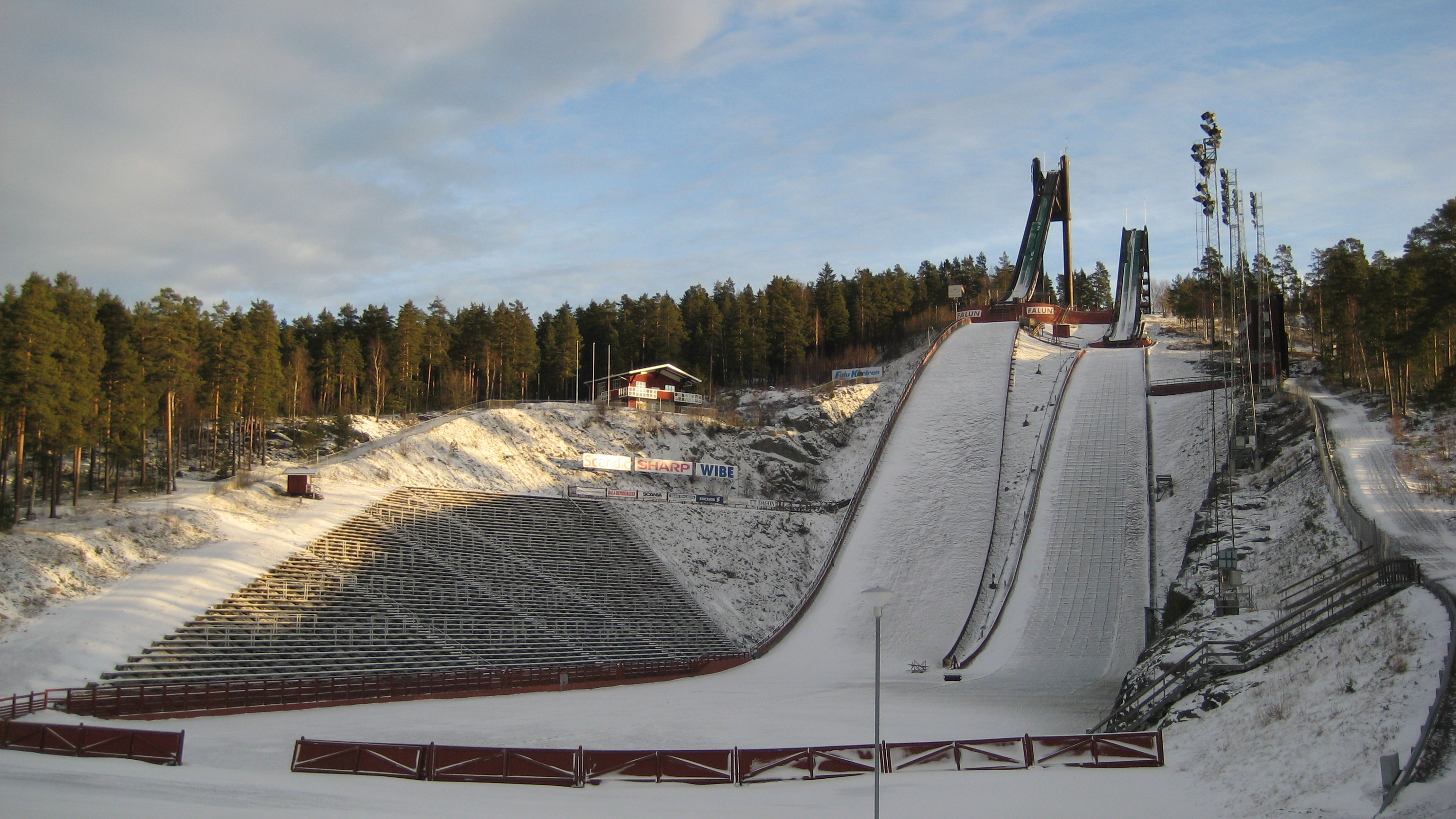
Rampa de esqui de Lugnet
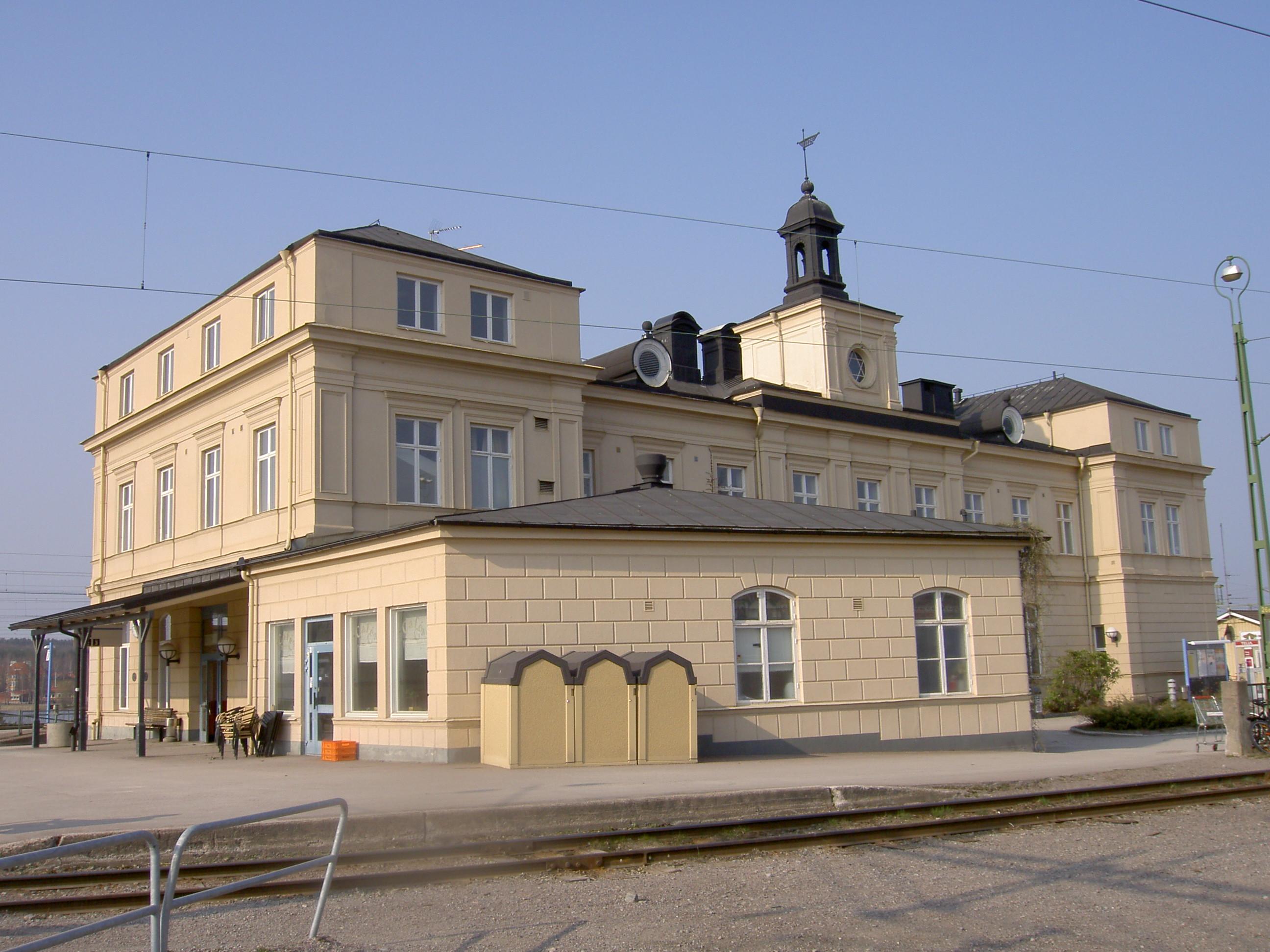
Estação ferroviária
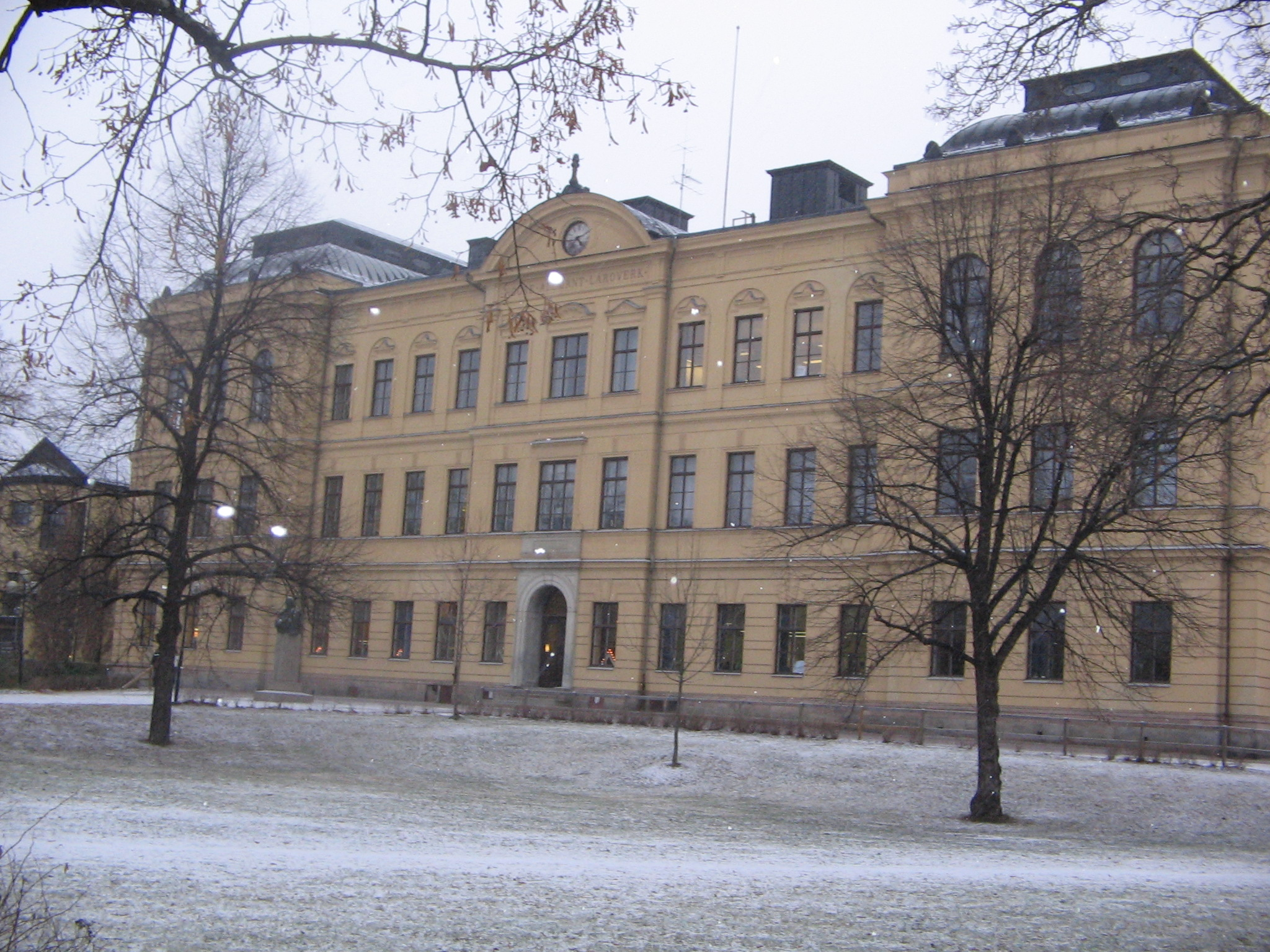
A escola Kristineskolan